# Dagmar Nick
Dagmar Nick (* 30. Mai 1926 in Breslau) ist eine deutsche Dichterin und Schriftstellerin.

## Leben

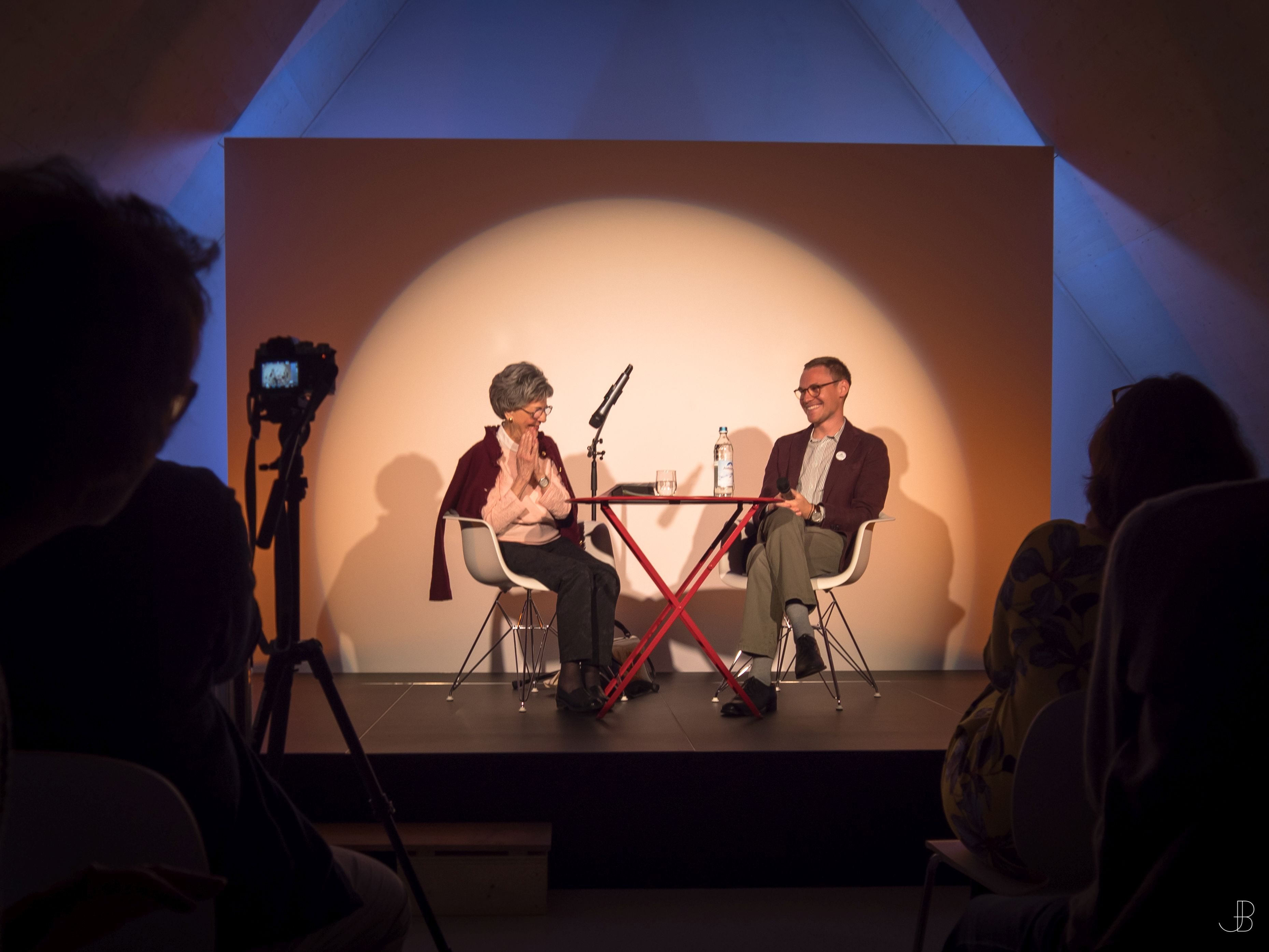
Dagmar Nick bei einer Autorenlesung am 20. September 2019 im Erinnerungsort Badehaus in Wolfratshausen-Waldram.

Dagmar Nick wurde als zweites Kind des Komponisten Edmund Nick († 1974) und der Konzertsängerin Kaete Nick-Jaenicke († 1967) geboren. Sie ist eine Großcousine des ebenfalls in Breslau geborenen Historikers Fritz Stern. Die Mutter Käte Nick-Jaenicke galt in der Zeit des Nationalsozialismus als „Halbjüdin“. Der evangelische Vater, Musikalischer Leiter der Hörfunkgesellschaft Schlesische Funkstunde in Breslau, wurde 1933 im Zuge der nationalsozialistischen Gleichschaltung entlassen. Die Familie zog nach Berlin um, wo Nick das Gymnasium (ein Lyzeum) besuchte. Nach ihrem Abitur 1943 erkrankte sie schwer an Tuberkulose, woran sie fast sechs Jahre litt. 1944 wurde die Wohnung der Familie in Berlin-Wilmersdorf durch eine Luftmine schwer beschädigt, so dass die Familie nach Böhmen auswich, von wo sie Ende Februar 1945 noch nach Bayern flüchten konnte. Nicks Bruder gilt als im Krieg verschollen. Die Familie zog nach München. Dort traf Nick nach dem Krieg auf Erich Kästner, der zu dieser Zeit in München das Feuilleton der Neuen Zeitung leitete. Kästner veröffentlichte im Oktober 1945 das erste Gedicht der 19-jährigen Nick, das den Titel Flucht trägt:
„Weiter. Weiter. Drüben schreit ein Kind.

Laß es liegen, es ist halb zerrissen.

Häuser schwanken müde wie Kulissen

durch den Wind.

Irgendjemand legt mir seine Hand

in die meine, zieht mich fort und zittert.

Sein Gesicht ist wie Papier zerknittert,

unbekannt.

Ob Du auch so um dein Leben bangst?

Ach, ich habe nichts mehr, kaum ein Leben,

nur noch Angst.“
Nick studierte in München Graphologie und Psychologie. Seitdem lebt sie in München, unterbrochen durch einen vierjährigen Aufenthalt (von 1963 bis 1967) in Israel.
Dagmar Nick war mit dem Übersetzer und Dramaturgen Robert Schnorr sowie den Ärzten Peter Davidson und in dritter Ehe Kurt Braun verheiratet und verfasste auch selbst Übersetzungen.
Neben Rose Ausländer, Ingeborg Bachmann und Hilde Domin wurde Dagmar Nick zu den wichtigen deutschsprachigen Lyrikerinnen nach 1945 gezählt. Sie trat 1948 dem Schutzverband deutscher Schriftsteller, München (SDS Bayern) bei und ist seit 1965 Mitglied des PEN-Zentrums Deutschland (BRD), seit 2005 Mitglied der Bayerischen Akademie der Schönen Künste.

## Auszeichnungen
- 1948: Liliencron-Preis der Stadt Hamburg
- 1951: Ehrengabe der Stiftung zur Förderung des Schrifttums, München
- 1963: Literaturpreis der Landsmannschaft Schlesien
- 1966: Eichendorff-Literaturpreis
- 1970: Ehrengabe zum Andreas-Gryphius-Preis
- 1977: Roswitha-Preis als Roswitha-Gedenkmedaille
- 1981: Tukan-Preis der Stadt München
- 1986: Kulturpreis Schlesien des Landes Niedersachsen
- 1987: Schwabinger Kunstpreis für Literatur der Stadt München
- 1993: Andreas-Gryphius-Preis
- 1996: Literaturpreis der Gedok
- 2001: „München leuchtet“ in Silber
- 2002: Jakob-Wassermann-Literaturpreis der Stadt Fürth
- 2006: Ernst-Hoferichter-Preis
- 2006: Bayerischer Verdienstorden
- 2009: Horst-Bienek-Preis für Lyrik
- 2020: Pro meritis scientiae et litterarum

## Werke
Prosa und Hörspiele
- Einladung nach Israel. (1963)
- Einladung nach Rhodos. 1967
- Rhodos. 1975
- Götterinseln der Ägäis. (1981) 2005. ISBN 3-89086-866-5
- Sizilien. 1976 (1987) 2002. ISBN 3-89086-739-1
- Medea, ein Monolog. (1988) 1998. ISBN 3-89086-949-1
- Lilíth, eine Metamorphose. (1992) 1998. ISBN 3-87365-277-3
- Jüdisches Wirken in Breslau. Eingeholte Erinnerung: Der Alte Asch und die Bauers. Würzburg 1998. ISBN 3-87057-219-1
- Penelope, eine Erfahrung. 2000. ISBN 3-87365-323-0
- Die Flucht. Drei Hörspiele (Die Flucht, Das Verhör, Requiem, vor 1986). 2006. ISBN 3-89086-603-4
- Momentaufnahmen. 2006. ISBN 3-89086-607-7
- Rhodos, erinnert. 2007. ISBN 3-89086-557-7
- Eingefangene Schatten. Mein jüdisches Familienbuch. München 2015. ISBN 978-3-406-68148-6

Lyrik
- Märtyrer. 1947
- Das Buch Holofernes. 1955
- In den Ellipsen des Mondes.(1959) 1994. ISBN 3-89086-946-7
- Zeugnis und Zeichen. (1969) 1990. ISBN 3-89086-943-2
- Fluchtlinien. Gedichte aus 33 Jahren. 1978
- Gezählte Tage.(1986) 1992. ISBN 3-89086-947-5
- Im Stillstand der Stunden. 1991. ISBN 3-89086-948-3
- Sternfährten – Gefährten. 1993. ISBN 3-89086-894-0
- Gewendete Masken. 1996. ISBN 3-89086-945-9
- Trauer ohne Tabu. 1999. ISBN 3-89086-945-9
- Wegmarken. Ausgewählte Gedichte. 2000. ISBN 3-89086-760-X
- Liebesgedichte. 2001. ISBN 3-89086-778-2
- Schattengespräche. 2008. ISBN 3-89086-564-X
- Im freien Fall. 2016. ISBN 3-89086-778-2
- Abtrünniges Herz. Fuchstal 2018. ISBN 978-3-931798-46-8
- Getaktete Eile. 2021. ISBN 978-3-89086-468-6[7]

Übersetzungen
- Robert Frost: Gedichte. 1951.
- Israel gestern und heute. (Dokumentation) 1968.
- Götterinseln der Ägäis. (Reisebericht) 1982.

Weitere Werke und Veröffentlichungen
- Edmund Nick, Das literarische Kabarett, Die Schaubude 1945–1948. Seine Geschichte in Briefen und Songs. Hrsg. und kommentiert von Dagmar Nick. 2004. ISBN 3-86520-026-5
- Text zu dem Schlagerlied „Laß dich nicht unterkriegen“ aus dem Hans-Albers-Film 'Foehn', komponiert von Mark Lothar. Veröffentlicht im Jahr 1950 in Interpretationen von Hans Albers (Schallplatte Decca F 49288) und den Metropol-Vokalisten (Schallplatte Odeon O-26917).
- After Every War. Twentieth-Century Woman Poets. (Anthologie) by Eavan Boland, Princeton University Press 2004.
- Einzelne Gedichte und Prosa in über 240 Anthologien und Schulbüchern
- Gedichte und Prosa erschienen in Englisch (USA), Polnisch, Ungarisch

## Filmisches Porträt
- Dagmar Nick: „Gedichte kommen oder kommen nicht...“ von Christiane Huber (2021)

## Vertonung und Verfilmung
Die Komponistin Camille van Lunen hat mehrere veröffentlichte und unveröffentlichte Gedichte von Dagmar Nick vertont:
- 2013: HABE im Liederzyklus Aus Liebe und luftigem Traum (Regie: Martina Pfaff)[8]
- 2017: Weihnachten verwundert
- 2017: Lorelei – gestrandet